# LP Большой Медведицы
LP Большой Медведицы (лат. LP Ursae Majoris) — двойная затменная переменная звезда типа W Большой Медведицы (EW) в созвездии Большой Медведицы на расстоянии приблизительно 1480 световых лет (около 454 парсеков) от Солнца. Видимая звёздная величина звезды — от +12,8m до +12,53m.